# 徳山昌守
徳山 昌守（とくやま まさもり、1974年9月17日 - ）は、1990年代 - 2000年代に日本を本拠として活躍したプロボクサー。元WBC世界スーパーフライ級王者。在日朝鮮人3世（国籍は大韓民国）。冒頭名は通名であり、本名は洪 昌守（ホン・チャンス）。称号は朝鮮民主主義人民共和国労働英雄・人民体育人・国旗勲章第1級。ヴァーテックス所属。

## 来歴・人物
東京都大田区出身。血液型O型。東京朝鮮高級学校卒業。5歳から15歳まで父親が開いた道場で、常心門空手を習っていた。入場曲は主に「海岸砲兵の歌」（北朝鮮の軍歌）だが、時々B'zの曲（「juice」等）を使用した。朝鮮籍であったが、のちに韓国籍に変更している。
1994年9月19日、大阪府立体育会館でのジュニアバンタム級（現在のスーパーフライ級）4回戦、通名をリングネームとしてグリーンツダジムからプロデビュー。プロ2戦目は3か月後の後楽園ホールでのダイナミックグローブ。
1996年2月18日、全日本フライ級新人王を獲得。その後、金沢ボクシングジムに移籍。移籍後、スズキ・カバトの持つ日本フライ級王座に1997年チャンピオン・カーニバル含め2度挑戦するも、いずれも失敗に終わる。
1998年12月19日、グリーンツダジム時代の先輩に当たる元世界2階級王者井岡弘樹を5回TKOに降し、世界ランク入り（なお、井岡はこの試合を最後に現役を引退）。
1999年9月17日、OPBF東洋太平洋スーパーフライ級王座獲得。その後、2度の防衛に成功する。
2000年8月27日、世界初挑戦。WBC世界スーパーフライ級王者の曺仁柱（韓国）に挑み、12回判定勝ちで王座奪取に成功した。その後、8度の防衛に成功。連続防衛8回は、日本ジム所属の選手としては、具志堅用高（13回）・山中慎介(12回)・内山高志(11回)・長谷川穂積（10回）・勇利アルバチャコフ（9回）などに続く歴代6位の記録である。ジェリー・ペニャロサという元王者たる指名挑戦者を僅差の判定で退けた（ペニャロサとの初の対戦は2001年9月24日、試合直前の公開練習やスパーリングは両選手とも新日本木村ジムで実施）。
また、2001年5月20日には日本で育ったボクサーとして2人目となる海外防衛も達成している。相手は前王者の曺仁柱で、前王者の母国であるソウルで5回KO勝ちで防衛した。
2004年6月28日、9度目の防衛戦で川嶋勝重に1回1分47秒TKO負けを喫し、王座から陥落した（この試合は年間最高試合に選出された）。
2005年7月18日、1年以上のブランクを経た再起第1戦でいきなりの世界再挑戦。川嶋と3度目の対決となったこの試合では3-0の判定勝ち。前年の雪辱に成功し、王座奪還。
2006年2月27日、ホセ・ナバーロ（米国）を12回判定で降し、初防衛に成功。世界王座通算9回防衛（連続8回＋1回）は、日本のジム所属の選手としては、具志堅用高の13回、山中慎介の12回、内山高志の11回、渡辺二郎の10回、長谷川穂積の10回、勇利アルバチャコフの9回、井岡一翔の9回に続く記録である。試合後、王座返上を表明。試合前当初はこの試合を最後に引退することを表明していたものの、直前になり階級を上げての現役続行の可能性を示唆。
2006年5月26日、記者会見で現役続行を表明。対戦相手をWBC世界バンタム級王者長谷川穂積とフライ級世界ランカーの亀田興毅に限定した上での異例の表明となった。
2007年3月15日、JBCに引退届を提出。長谷川や亀田との対戦が実現しなかったことと、2005年の川嶋戦以降消失したモチベーションの喪失が現役引退の理由だと語っている。引退届を提出した徳山は「考え続けた引退届。自分の中ではずっと前から答えは出ていたが、自分の考えだけでは（進退を）決めることができなかった。（引退した）今はスッキリしている。将来は公民館や体育館で子供向けのボクシング教室を開催したい」とコメントしている。
また、引退発表の後は同年5月公開の映画『パッチギ! LOVE&PEACE』に出演し、韓国での学習なども経験した。2009年7月1日には大阪府大阪市生野区鶴橋に焼き肉店「まる徳」を開店した。

## 在日3世洪昌守としての徳山
通名（徳山昌守）を通しつつ、出自と本名（在日朝鮮人・洪昌守）を隠していない。
また、リング上で統一旗を振ったり、トランクスに「ONE KOREA」と刺繍するなどの行動が「政治パフォーマンス」ととられ、コリアンにおける旧来の対立構図、すなわち「朝鮮民主主義人民共和国（北朝鮮） vs 大韓民国」、あるいは「コリアン vs 日本人」を越えているなどという主張がある。これらをもって、新世代の在日韓国・朝鮮人における象徴的存在として支持するファンもいる一方で、「スポーツに政治を持ち込んでいる」と批判的な意見もある。
前述したことに加え、2002年9月17日の小泉純一郎（日本国内閣総理大臣）の北朝鮮訪問をきっかけに、北朝鮮による日本人拉致問題に関する話題が日本の各メディアによって報道された。結果、徳山の公式サイトの掲示板に批判的な書き込みが頻発し、一時閉鎖した経緯がある。この際、インターネット上で「テレビ番組のインタビューで、拉致問題について『北朝鮮で結構ハッピーに暮らしているかも』と発言した」という事実無根のデマが流布され、荒らし行為に拍車をかけた。
北朝鮮郵政当局は、2002年の奪取を機に記念切手（小型シート）を発行しており、北朝鮮もまた「祖国の英雄」の扱いをしていたともいえる。

## 備考
- 高校時代、バンタム級で同学年の駿台学園の浅尾雄太に判定勝ち。
- 徳山の妻の実姉の配偶者は元プロ野球選手の杉本友。
- 日本のジムに所属するボクサーで現役の世界王者のまま引退したのは、徳山と大場政夫（元WBAフライ級王者、現役時に交通事故死）、世界三階級制覇王者の長谷川穂積の3人のみである[8]。
- 2007年の『鳥人間コンテスト選手権大会』に「ふくちやま舞夢My夢」チームのパイロットとして、グライダー部門で出場。ボクシング元世界王者の参戦は初。250.90mの好記録を残している。

## 獲得タイトル
- 全日本フライ級新人王
- 第19代OPBF東洋太平洋スーパーフライ級王座（防衛2=返上)
- WBC世界スーパーフライ級王座(1期目:防衛8)
- WBC世界スーパーフライ級王座(2期目:防衛1=返上)

## 著書
- 『笑うボクサー WBC世界スーパーフライ級チャンピオン徳山昌守』（2001年10月、アミューズブックス発行） ISBN 4-906613-85-3
- 『道険笑歩 道険しくとも笑って歩こう』（2002年9月、主婦の友社発行） ISBN 4-07-234420-6